# Mekere Morauta
Mekere Morauta (Kukipi, 12 giugno 1946 – Brisbane, 19 dicembre 2020) è stato un politico papuano.
Deputato al Parlamento dal 1997 al 2012, poi dal 2017 fino alla morte, fu Primo Ministro dal 1999 al 2002.